# De tre fede mænd
De tre fede mænd (russisk: Три толстяка, da.: Tre fede mænd, ) er en sovjetisk spillefilm fra 1966 produceret af Lenfilm og instrueret af Aleksej Batalov og Iosif Sjapiro. Filmen er en eventyrfilm baseret på en roman af samme navn af Juri Olesja. Med-instruktøren Aleksej Batalov var også med-forfatter af filmens manuskript og spillede selv en af filnens hovedrollen som filmens helt Tibul.
Filmens premiere i Sovjetunionen fandt sted den 18. november 1966. Filmen er distribueret i Danmark på DVD under titlen De Tre Fede Mænd.

## Handling
Filmen finder sted i en unavngiven eventyrby. I spidsen for byen er de tre fede mænd med høje hatte, der hensynsløst udnytter folket. En hestevogn med omrejsende artister nærmer sig byen: klovnen Augustus, gymnasten Tibul og pigen Suok. På dette tidspunkt gør minearbejderne oprør og Tibul slutter sig til oprørerne. 
Oprøret nedkæmpes i første omgang, men det lykkes oprørerne med hjælp fra de omrejsende artister at tage magten fra de fede mænd. I finalen giver artisterne en storslået forestilling for folket på byens torv.

## Medvirkende
- Lina Braknytė som Suok
- Pjotr Artemjev som Tutti
- Aleksej Batalov som Tibul
- Valentin Nikulin som Gaspar
- Aleksandr Orlov som August